# Regno Kediri

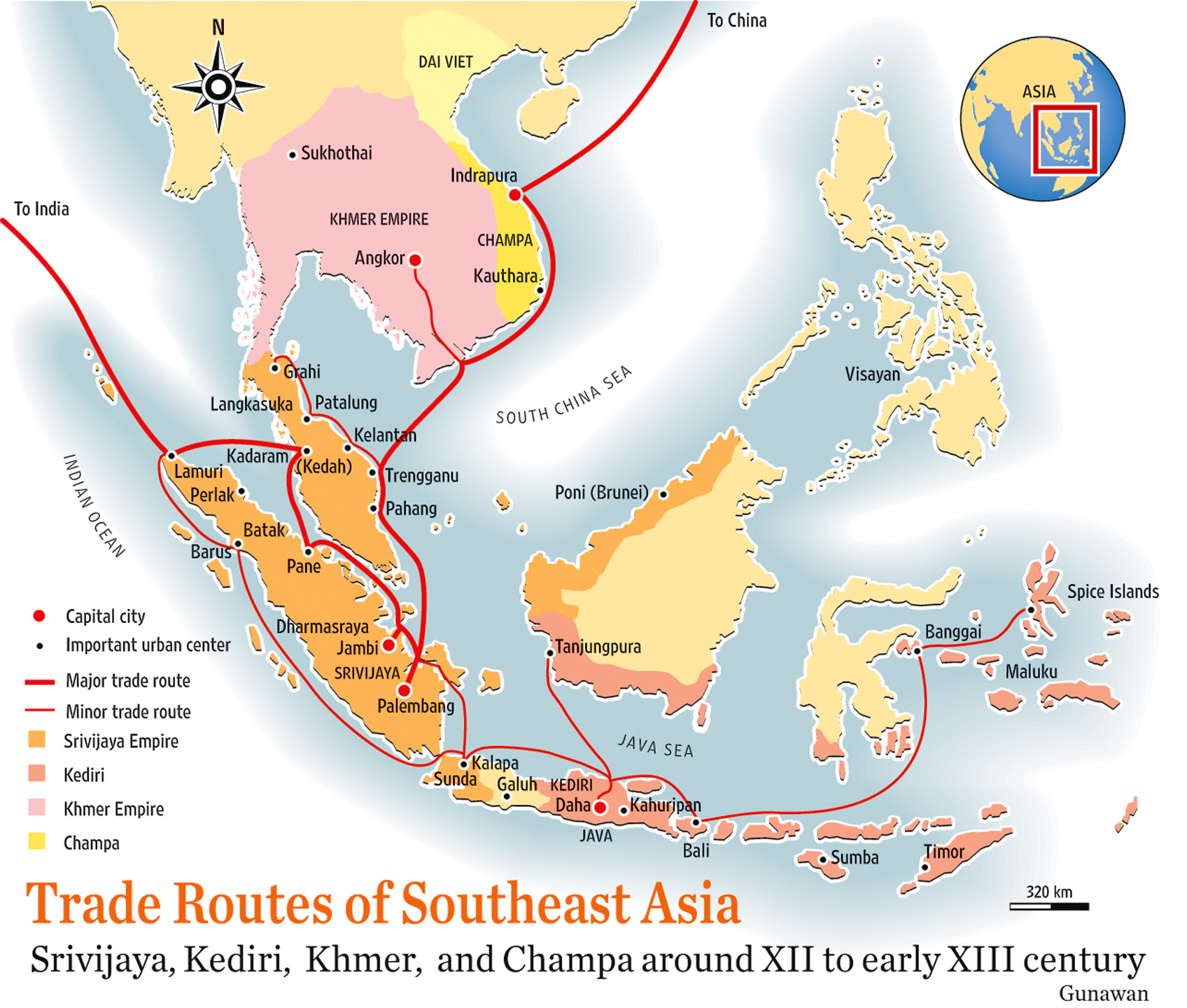
Schema delle rotte commerciali del sud-est asiatico durante il XIII secolo.

Il Regno Kediri (noto anche come Paŋjalu, in giavanese ꧋ꦥŋꦗꦭꦸ) è stato un regno indù-buddhista dell'Indonesia, esistito nella parte orientale dell'isola di Giava dal 1042 al 1222 circa. Questo regno ebbe come centro l'antica città di Dahanapura e, nonostante la mancanza di resti archeologici, è noto che l'epoca di Kediri vide un grande sviluppo della letteratura classica. Il Kakawin Bharatayuddha di Mpu Sedah, il Kakawin Gatotkacasraya di Mpu Panuluh e lo Kakawin Smaradhana di Mpu Dharmaja sbocciarono in quest'epoca. Si ritiene che la capitale del regno sia stata stabilita nella parte occidentale della valle del fiume Brantas, nelle vicinanze della moderna città di Kediri e nella reggenza di Kediri.

## Etimologia

### Panjalu
Sono stati tre i tipi di terreno utilizzati in passato dalle comunità locali per costruire i propri insediamenti. 
Il primo tipo, chiamato anupa, è caratterizzato da una tipologia di terreno fertile vicina a sorgenti d'acqua, dove le colture sono particolarmente favorevoli. Il secondo tipo di terreno è il sadarana, terra in alcune zone fertile, in altre meno. Il terzo tipo è il janggala, caratterizzato da terreni sterili o desertici. Pangjalu deriva dalla parola jalu che significa jantan o maschio, a cui viene aggiunto l'elemento della parola pang che è pe, in modo che diventi un pe-jantan o pejantan , frase che in lingua locale significa area fertile e indipendente. Il termine Kadiri è sinonimo della parola Pangjalu che significa "indipendente".

### Kadiri
Il nome kadiri o kediri deriva anche dalla parola sanscrita khadri, che significa gelso indiano (Morinda citrifolia), localmente conosciuto come pacé o albero mengkudu. La corteccia del gelso indiano produce un colorante brunastro-violaceo usato per la produzione di batik, mentre i suoi frutti hanno usi medicinali. Un'altra città conosciuta con un nome simile è Kadiri, in Andhra Pradesh, India. L'origine della parola considerata più appropriata deriva dalla parola kadiri nella lingua giavanese antica che significa essere in grado di stare da soli, essere indipendenti, stare in piedi, avere personalità o essere autosufficienti. Il regno era anche conosciuto come Panjalu, la lettura corretta è Pangjalu come il regno gemello con Janggala. Durante il regno di Jayakatwang, che fece rivivere la seconda dinastia di Kadiri di breve durata, il regno era anche conosciuto come Gelang-gelang o Gegelang. Oltre a Kadiri, il regno veniva spesso chiamato anche Daha o Dahanapura, dal nome della sua capitale. Il nome Daha fu usato nel periodo successivo Majapahit, come sede della corte rivale di Trowulan.

## Fondazione di Kediri

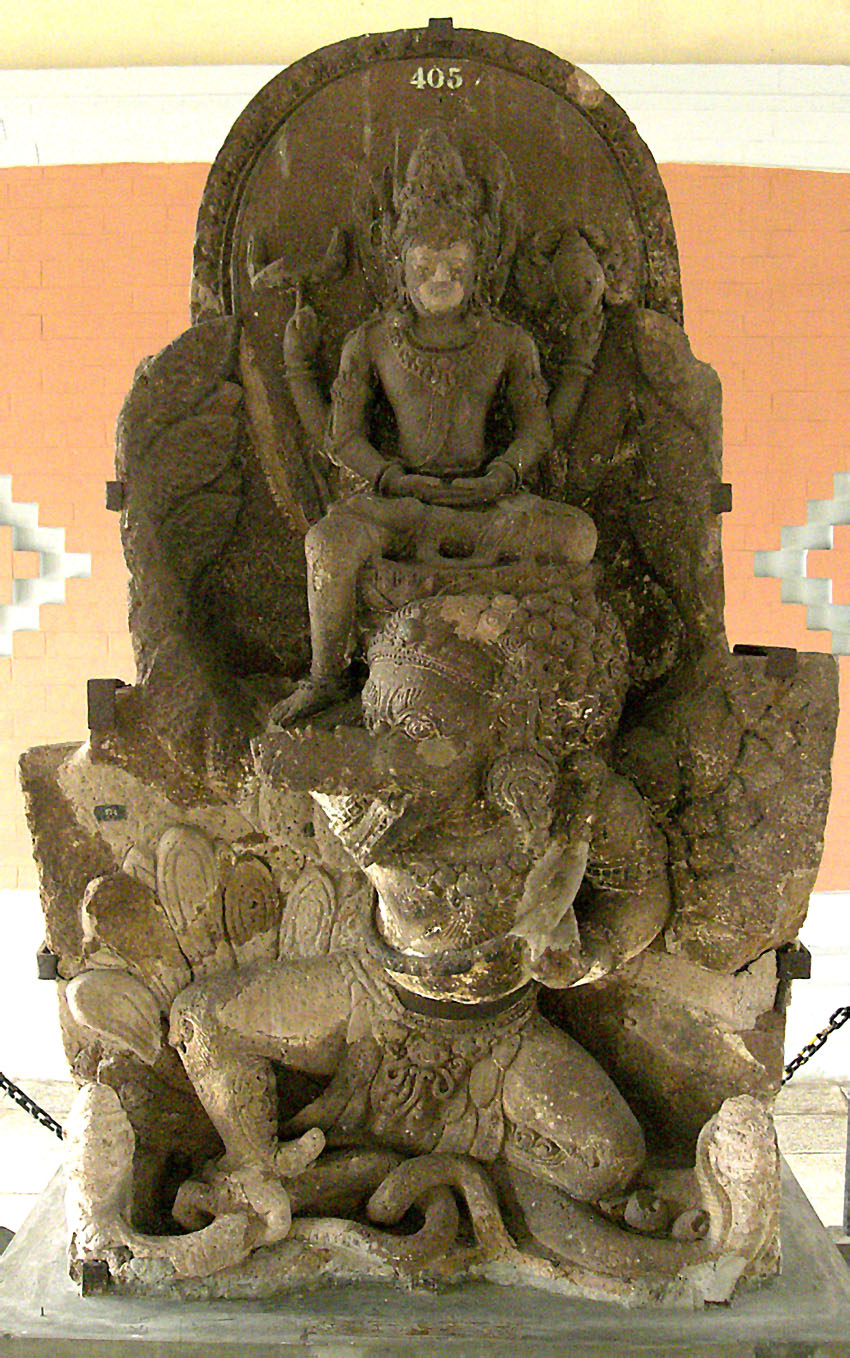
La statua dell'incarnazione di Airlangga come Lord Vishnu che cavalca Garuda, trovato nel tempio di Belahan, collezione di Museo Trowulan, Giava orientale.

Il regno di Kediri segue il regno di Airlangga Kahuripan ed è considerato come la continuazione della dinastia Isyana a Giava. Nel 1042, Airlangga divise il suo regno di Kahuripan in due, Janggala e Kadiri (Panjalu), e abdicò a favore dei suoi figli per vivere da asceta, morendo poi sette anni dopo.

## Rapporti con gli altri regni del sud-est asiatico
Il regno di Kediri confinava con il vicino regno Srivijaya, fondato nell'isola di Sumatra, tra l'XI e il XII secolo e sembra aver avuto rapporti commerciali con la Cina e l'India. Fonti cinesi si riferiscono a esso con il nome di Tsao-wa o Chao-wa (Giava) e numerose testimonianze scritte provano come commercianti e viaggiatori cinesi frequentassero il territorio di questo regno. I rapporti con l'India erano più di tipo culturale, dal momento che molti rakawi (poeti e studiosi indonesiani) scrissero opere ispirate alla mitologia induista e a opere epiche come il Mahābhārata e il Rāmāyaṇa.
Nel corso dell'XI secolo l'egemonia del regno Srivijaya nell'arcipelago indonesiano aveva cominciato il suo declino, segnato dall'invasione di Rajendra Chola I, sovrano della dinastia Chola, della Malesia Occidentale e di Sumatra. I sovrani Chola della Costa del Coromandel conquistarono la regione di Kedah, indebolendo ulteriormente l'influenza di Srivijaya nella regione, e permettendo così la creazione di domini territoriali più piccoli come quello di Kediri, basati più sulla produzione agricola che sul commercio; successivamente, tuttavia, il regno di Kediri riuscì a ottenere il controllo della rotta delle spezie verso le Molucche.
Secondo l'opera cinese Zhu Fan Zhi o "Descrizione delle Nazioni Barbare, Giornale dei Forestieri" scritta intorno al 1225 dall'ufficiale della Dinastia Song, Zhao Rugua, l'autore scrisse che nell'arcipelago del sud-est asiatico esistevano due potenti e ricchi regni: il regno di Srivijaya e quello di Giava (Kediri).

## Cultura

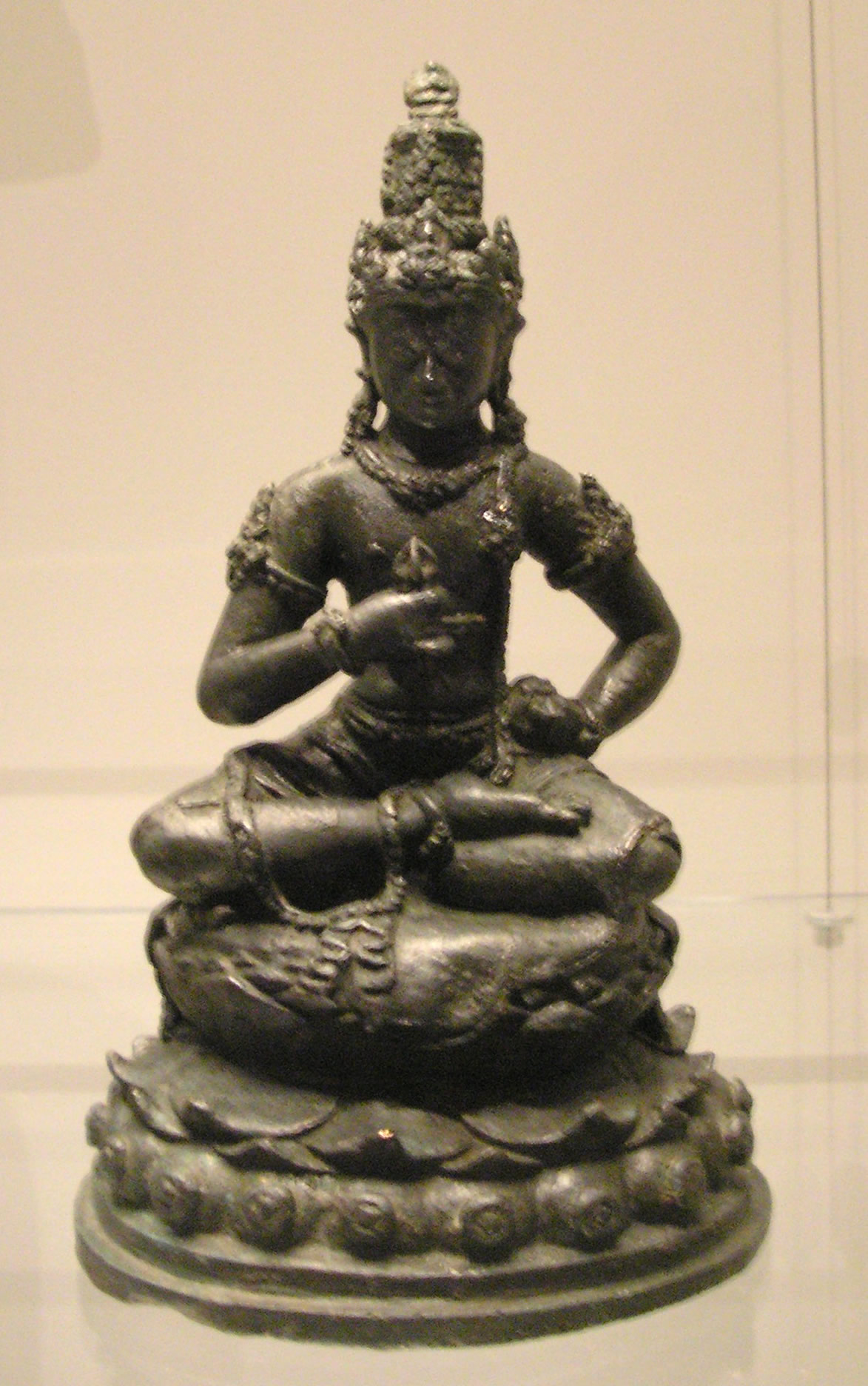
Vajrasattva. Giava orientale, periodo Kediri, X-XI secolo d.C., bronzo, 19,5 x 11,5 cm

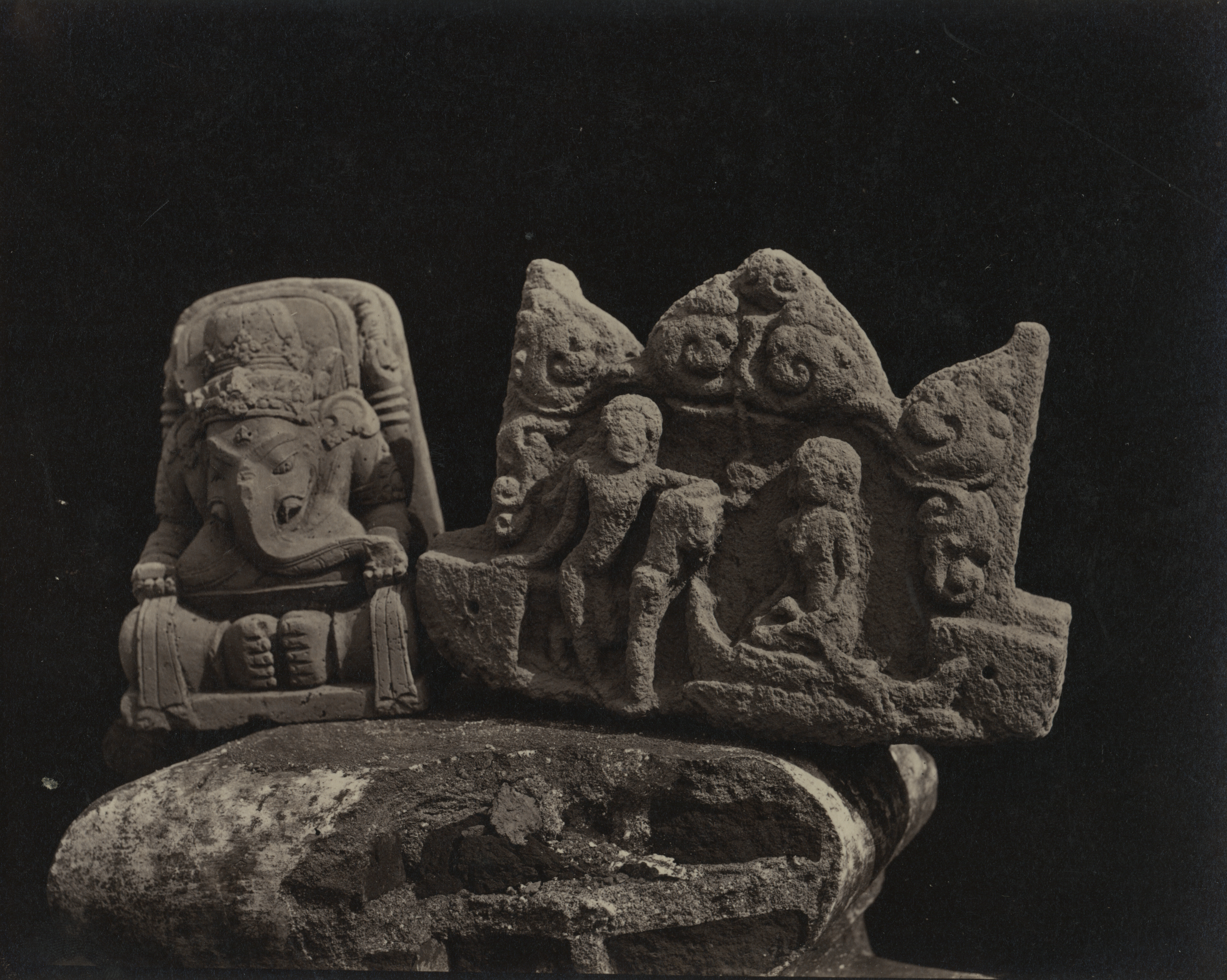
Ganesha e un frammento di un tempio presso la residenza a Kediri, 1866-1867

Celebrata come un'era di fioritura della letteratura, Kediri ha prodotto contributi significativi nel campo della letteratura classica giavanese. Accanto alle opere letterarie già citate, il Lubdhaka e il Wrtasancaya di Mpu Tanakung, il Krisnayana scritto da Mpu Triguna ed è notevole anche il Sumanasantaka di Mpu Monaguna. Il libro di Ling-wai-tai-ta composto dall'autore cinese Chou K'u-fei nel 1178, fornisce uno spaccato della vita quotidiana a Kediri che non è stato trovato in nessun'altra fonte, descrivente il governo e il popolo di Kediri. Secondo Chou K'u-fei, le persone indossavano abiti che li coprivano fino alle gambe, con una pettinatura ampia. Le loro case erano pulite e ben disposte con pavimenti fatti di pietre tagliate verdi o gialle. L'agricoltura, l'allevamento di animali e il commercio fiorirono e ottennero grande attenzione da parte del governo. All'interno dell'opera vi è contenuto un riferimento alla coltivazione del baco da seta in fattorie, per la produzione di vestiti in seta e cotone, con tecniche che erano già state adottate dai giavanesi in quel tempo. Non era prevista alcuna punizione fisica (carcere o tortura) per i  criminali. Le persone che commettevano atti illeciti erano generalmente costrette a pagare multe in oro, ad eccezione dei ladri e dei rapinatori che venivano condannati alla pena capitale. Nelle usanze coniugali, la famiglia della sposa riceveva una certa quantità di prezzo della sposa dalla famiglia dello sposo. Invece di sviluppare cure mediche, il popolo Kediri fece affidamento sulle preghiere a Buddha. Nel 5º mese dell'anno si celebrava una festa dell'acqua con persone che viaggiavano in barca lungo il fiume. Il 10º mese si teneva un'altra festa in montagna. Le persone si riunivano lì per divertirsi ed eseguire musica con strumenti come flauti, tamburo e xilofono di legno (un'antica forma di gamelan). Il re indossava indumenti in seta, pelle scarpe e gioielli d'oro decorati, portando i capelli raccolti in alto sulla testa. Ogni giorno il sovrano riceveva funzionari statali, dirigenti del suo regno, su un trono quadrato: questi, al termine di ogni udienza, dovevano inchinarsi al suo cospetto per tre volte. Se il re viaggiava fuori dal palazzo, cavalcava un elefante ed era accompagnato da 500-700 soldati e funzionari mentre i suoi sudditi, il popolo di Kediri, si prostrava al passaggio del re.

## Economia
Secondo fonti cinesi, le principali occupazioni del popolo Kediri ruotavano attorno all'agricoltura (coltivazione del riso), all'allevamento di animali (bovini, cinghiali, pollame) ed al commercio delle spezie. Daha, la capitale di Kediri, (che si ritiene trovarsi nello stesso sito della moderna Kediri) è ubicata nell'entroterra, vicino alla fertile valle del fiume Brantas. Dal precedente regno del Kahuripan di Airlangga, Kediri ereditò i sistemi di irrigazione, inclusa la diga di Wringin Sapta. L'economia di Kediri fu in parte monetizzata, con monete d'argento emesse dalla corte reale. In periodi successivi, l'economia del regno crebbe facendo maggior affidamento sul commercio, in particolare il commercio delle spezie. Il risultato fu ottenuto con lo sviluppo della marina da parte di Kediri, che dette al regno l'opportunità di controllare le rotte commerciali delle spezie verso le isole orientali. Kediri raccoglieva spezie dagli affluenti del Kalimantan meridionale e delle Isole Maluku. Gli Indiani e i popoli del Sud-est asiatico da lì trasportavano le spezie verso il Mediterraneo e verso il mercato Cinese tramite la Via delle Spezie, una rotta che collegava una catena di porti dall'Oceano Indiano alla Cina meridionale.

## Regnanti di Kediri
l'era dei regni gemelli
| Periodo di regno | Çri/Mahārāja |
| ---------------- | --- |
| 1042-1051        | Çri Samaravijaya Dhāmasuparṇawāhana Tguh Uttuṅgadeva. (Çri Samaravijaya)                                                                         |
| 1051-1112        | Çri Mahãrãjyitêndrakara Paladeva Wuryyawiryya Parākrama Bhakta (Çri Jitendrakara)                                                                |
| 1112-1135        | Çri Mahārāja Rakai Sirikan šri Bamesvara Sakalabhuwana Tustikarana Sarwaniwariwirya Parākrama Digjaya Uttuṅgadeva (Çri Bamesvara)                |
| 1135-1159        | Çri Mahārāja Sang Mapañji Jayabhaya šri Warmmeśwara Madhusudanāwatārānindita Suhṛtsingha Parākrama Digjayottunggadevanāma (Jayabhaya)            |
| 1159-1169        | Çri Mahārāja Rakai Sirikan srï Sarweswara Janardanawatara Wijaya Agrajasama Singhadani Waryawirya Parākrama Digjaya Uttuṅgadeva (Çri Sarvesvara) |
| 1169-1180        | Çri Mahārāja Rakai Hino srï Aryyeswara Madhusudanāwatārārijaya Sakalabhuwanaritiniwiryya Parākrama Uttuṅgadeva (Çri Aryesvara)                   |
| 1180-1182        | Çri Mahārāja Kroncharyadipa Handabhuwanapadalaka Parākramaānindita Digjaya Uttuṅgadeva šri Gandra (Çri Gandra)                                   |
| 1182-1194        | Pāduka šri Mahārāja šri Kāmešhwara Triwikramāwatāra Aniwāryyawiryya Parākrama Digjayottunggadevanāma (Kameshwara)                                |
| 1194-1222        | Pāduka šri Mahārāja šri Sarwešhwara Triwikramāwatāraānindita Srenggalancana Digjaya Uttuṅgadeva (Kertajaya)                                      |
| 1292-1293        | Çri Jayakatyĕng (Jayakatwang) |

## Kediri durante il periodo Majapahit
Secondo le iscrizioni Jiyu e Petak, durante la fine dell'era Majapahit nel XV secolo, ci fu una breve resurrezione di Daha (Kediri) come centro del potere politico, guidata da Girindrawardhana nel 1478 dopo essere riuscito a sconfiggere Kertabhumi. Ma fu una breve durata, fino a quando il discendente di Kertabhumi, che divenne sovrano di Demak, schiacciò Daha nel 1527.